# C/1861 J1 (Großer Komet)
C/1861 J1 (Großer Komet) (auch Komet Tebbutt genannt) ist ein Komet, der im Sommer 1861 mit dem bloßen Auge gesehen werden konnte. Wegen seiner außerordentlichen Helligkeit und des imposanten Schweifes zählt er zu den spektakulärsten unter den „Großen Kometen“.

## Entdeckung und Beobachtung
Am Abend des 13. Mai 1861 suchte der Farmer und Amateurastronom John Tebbutt in Windsor (New South Wales), Australien den westlichen Himmel mit einem kleinen Fernrohr nach Kometen ab, als er ein schwaches nebliges Objekt auffand, dessen Helligkeit er auf etwa 5 mag schätzte. Seine Sternkataloge verzeichneten keinen Nebel an dieser Stelle und er vermutete, dass es sich um einen Kometen handelte, und so beschloss er, es in den nächsten Nächten weiter zu beobachten. Es zeigte aber am Abend des 14. Mai zunächst keine merkliche Eigenbewegung, so dass er schon daran zweifelte, dass es ein Komet wäre. Erst am 21. Mai, acht Tage nach seiner Entdeckung, konnte er das Objekt wieder beobachten und nun konnte er erstmals eine Bewegung vor dem Sternhintergrund feststellen und sandte eine Meldung an William Scott vom Sydney Observatory und an den Sydney Morning Herald, der am 25. Mai darüber berichtete. Scott konnte den Kometen am 22. Mai beobachten und am 27. Mai gelang es diesem erstmals, den Kometen mit bloßem Auge zu sichten.
Zum Zeitpunkt seiner Entdeckung war der Komet noch 0,99 AE von der Sonne und 1,27 AE von der Erde entfernt und näherte sich Anfang Juni noch weiter an beide an. Am 3. Juni wurde der Komet in der Morgendämmerung in Kapstadt gesehen mit einer Helligkeit von 2–3 mag und mit einem 3° langen Schweif, der nach Süden zeigte. Am 8. Juni war er bereits klar mit bloßem Auge zu erkennen, die Schweiflänge war bereits auf 18° gewachsen. Nur vier Tage später betrug sie schon 40°. Eine Woche später war der Schweif schon „länger als der jedes anderen Kometen, der auf der [Süd-]Halbkugel gesehen wurde seit dem denkwürdigen von 1843“, wie ein Korrespondent des Herald am 19. Juni schrieb. Am 20. Juni konnte festgestellt werden, dass sich der Schweif des Kometen in zwei Teile aufgespaltet hatte, ein längerer von 40° Länge und ein kürzerer von 5° Länge, die weit auseinanderklafften.
Nachdem der Komet zunächst nur von der Südhalbkugel aus zu beobachten war, hatte er sich rasch nach Norden bewegt und war gegen Ende Juni auf der Nordhalbkugel zu sehen – da die Nachricht von Tebbutts Entdeckung teilweise noch nicht dorthin gelangt war, für viele Beobachter überraschend. Am 30. Juni, als der Komet seine größte Nähe zur Erde erreichte, war er noch vor Sonnenuntergang zu beobachten und die Helligkeit, die in der Nacht vom Schweif ausging, war so stark, dass sie Schatten auf einer weißen Wand warf, wie Johann Friedrich Julius Schmidt in Athen berichtete. Die Helligkeit des Kometenkerns lag dabei zwischen der von Venus und Jupiter. Die Koma hatte einen Durchmesser von 1° und der Schweif war sehr beeindruckend mit einer Anzahl von Strahlen. Seine Länge wurde von verschiedenen Beobachtern auf Werte zwischen 30 und 120° geschätzt. Die ungewöhnliche Flächenhelligkeit des Schweifs wurde verursacht durch Vorwärtsstreuung des Sonnenlichts an Staubpartikeln in der Koma, da der Komet zwischen Sonne und Erde stand und sein Schweif fast in Richtung Erde zeigte. Möglicherweise ging sie sogar durch einen Teil des Staubschweifs, da es in jenen Tagen sehr viele auffällige Leuchterscheinungen in der Atmosphäre gab, wie John Russell Hind in England ebenso wie Tebbutt in Australien berichteten. Auch teleskopische Beobachtungen des Kometenkerns zeigten merkwürdige Effekte wie Lichtschleier und -strahlen.

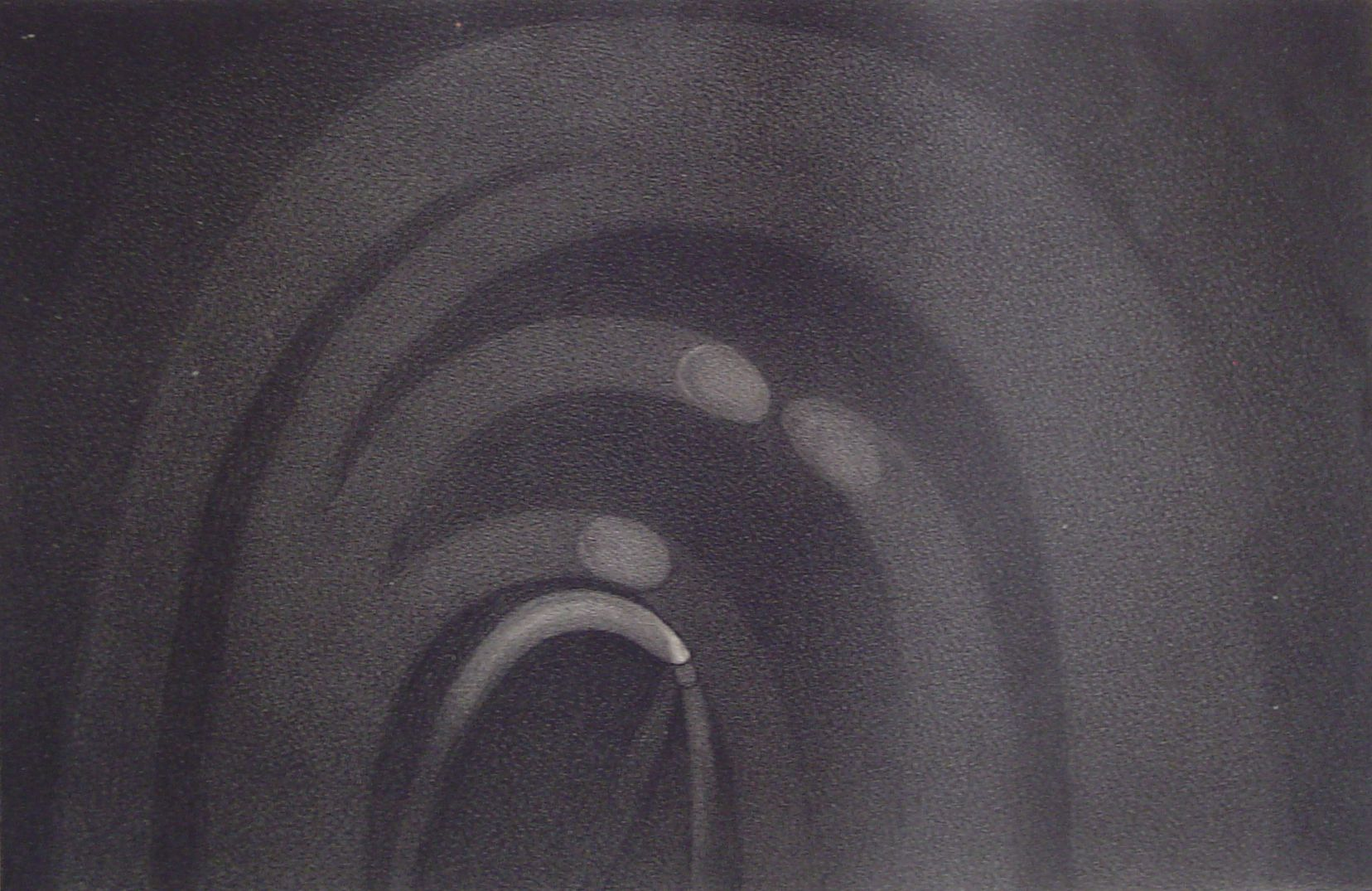
Zeichnung des Kometenkopfs am 30. Juni

Nach diesem großartigen Schauspiel Anfang Juli nahm die Helligkeit des Kometen wieder spürbar ab. Während zunächst noch Helligkeiten um 1 mag und Schweiflängen von 45 bis 100° beobachtet wurden, gab es am 5. Juli noch Berichte über 85° Länge des Hauptschweifs und 30° Länge des Sekundärschweifs. David Livingstone konnte den Kometen am 6. Juli während seiner Reise auf dem Fluss Shire in Malawi beobachten.
Am 8. Juli schien der Sekundärschweif verschwunden gewesen zu sein, während der Hauptschweif noch auf 15–60° Länge geschätzt wurde mit erkennbaren Streifen. Auch die Lichtschleier in der Koma waren verschwunden. Mit zunehmender Entfernung von Sonne und Erde nahm die Helligkeit des Kometen rasch ab. Am 12. Juli betrug sie noch 3 mag mit 20 bis 30° Schweiflänge und Mitte August 5 mag mit 2,5° Schweiflänge. Die letzte Beobachtung mit bloßem Auge erfolgte am 15. August durch Eduard Heis. Teleskopische Beobachtungen konnten noch bis zum 30. April des folgenden Jahres durch Friedrich August Theodor Winnecke und Otto Wilhelm von Struve in Russland weitergeführt werden, als die Helligkeit des Kometen unter 14 mag sank.
Der Komet erreichte am 27. Juni 1861 eine Helligkeit von 0 mag. Nach anderen Angaben erreichte die Helligkeit sogar −2 mag.

## Auswirkungen auf den Zeitgeist
Tebbutt hatte aus seinen Beobachtungen gesehen, dass sich der Komet annähernd auf die Erde zubewegte. Er konnte eine „grobe ungefähre Bahn“ des Kometen berechnen, die im Sydney Morning Herald publiziert wurde, ebenso wie die Vorhersage, dass der Komet sich um den 29. Juni der Erde nähern und sie in geringem Abstand den Schweif des Kometen passieren würde. Tebbutt vermutete auch, dass der Komet um diese Zeit am Taghimmel sichtbar werden könnte. Diese Vorhersagen lösten aber anscheinend keine Bestürzung bei den Lesern aus, ganz im Gegensatz zur Wirkung ähnlicher Vorhersagen 50 Jahre später, als die Erde bei der Wiederkehr des Halleyschen Kometen durch dessen Schweif ging.
Der Komet erregte weltweit großes öffentliches Aufsehen und es wurde vielfach in Zeitungen über ihn berichtet. Sein Erscheinen fiel zeitlich mit dem Ausbruch des Amerikanischen Bürgerkriegs zusammen, weshalb er in den Vereinigten Staaten auch als great war comet bekannt war. Es gab aus diesem Anlass eine Vielzahl von Karikaturen, in denen der Komet mit dem Kopf verschiedener zeitgenössischer Politiker oder Militärs dargestellt wurde, wie Abraham Lincoln oder General Winfield Scott. In der satirischen Zeitschrift Punch erschien eine Karikatur, die Dinosaurier zeigt, die den Kometen beobachten und darin einen alten Bekannten wiedererkennen.
Vier Besatzungsmitglieder der Peruvian hatten 1846 den Schiffbruch vor der Küste von Queensland überlebt. Einer davon, James Morrill, lebte anschließend 17 Jahre unter den Aborigines. In seinen Erinnerungen, die er 1864 veröffentlichte, erinnert er sich daran, einen Kometen gesehen zu haben. Dies könnte der Komet Tebbutt gewesen sein. Die Aborigines erzählten ihm, dass der Komet der Geist eines ihrer Stammesmitglieder sei, das in einem fernen Krieg getötet worden wäre und aus den Wolken zum Horizont herab heimkomme.

## Wissenschaftliche Auswertung
J. F. J. Schmidt konnte durch Auswertung der Beobachtungen der Schweiflänge und des Komadurchmessers des Kometen eine synchrone Periodizität beider von etwa 25,5 Tagen feststellen und vermutete, dass beide durch den gleichen Faktor beeinflusst wurden.
Nach der ersten Berechnung einer parabolischen Umlaufbahn durch Tebbutt kurz nach der Entdeckung erfolgten bald darauf mit den Vorliegen weiterer Beobachtungsdaten zahlreiche weitere Versuche, die Bahnelemente des Kometen zu bestimmen, u. a. von Maurice Loewy, John Russell Hind, Asaph Hall und Horace Parnell Tuttle. Diese bestimmten jeweils parabolische Bahnen, in einem Fall auch eine hyperbolische Bahn. Im September 1861 konnte die wahre Umlaufbahn des Kometen erstmals durch Arthur von Auwers als elliptisch bestimmt werden. Als der Komet bereits wieder verschwunden war, konnten Bahnelemente berechnet werden, die die gesamte Zeit seiner Sichtbarkeit umfassten. Heinrich Kreutz ermittelte 1880 Bahnparameter des Kometen, die auf eine Umlaufzeit von etwa 409 Jahren hindeuten. Der Komet hat damit nach dem Halleyschen Kometen die kürzeste Umlaufzeit aller Großen Kometen.
Kreutz berechnete diese Werte vor dem Aufkommen moderner Computer und Berechnungsverfahren und konnte nur die wichtigsten Störeinflüsse von vier Planeten berücksichtigen. Richard L. Branham, Jr. berechnete 2013 unter Verwendung von 2362 Beobachtungsdaten zwischen Mai 1861 und März 1862 und unter Berücksichtigung der Störeinflüsse aller Planeten und weiterer mathematischer Verfahren genauere Bahnelemente für den Kometen.

## Umlaufbahn
Für den Kometen konnte aus 1159 Beobachtungen über 339 Tage durch Kreutz eine elliptische Umlaufbahn berechnet werden, die um rund 85° gegen die Ekliptik geneigt ist. Die Bahn des Kometen steht damit fast senkrecht zu den Bahnebenen der Planeten. Im sonnennächsten Punkt der Bahn (Perihel), den der Komet um Mitternacht 11./12. Juni 1861 durchlaufen hat, befand er sich mit etwa 123,0 Mio. km Sonnenabstand im Bereich zwischen den Umlaufbahnen der Venus und der Erde. Am 30. Juni erreichte er mit etwa 19,8 Mio. km (0,13 AE) die größte Annäherung an die Erde. An die anderen kleinen Planeten fanden keine nennenswerten Annäherungen statt.
Die relativ ungenauen Bahnelemente, die in der JPL Small-Body Database angegeben sind und die keine nicht-gravitativen Kräfte auf den Kometen berücksichtigen, stammen noch von Kreutz. Die gleichen Ausgangsdaten verwendeten auch Brian Marsden, Zdenek Sekanina und Edgar Everhart bei ihrer Berechnung der ursprünglichen und zukünftigen Bahn des Kometen. Danach hatte seine Bahn lange vor seiner Passage des inneren Sonnensystems im Jahr 1861 noch eine Exzentrizität von etwa 0,98374 und eine Große Halbachse von etwa 50,8 AE, so dass seine Umlaufzeit bei etwa 362 Jahren lag. Somit könnte der vorangegangene Periheldurchgang um das Jahr 1499 erfolgt sein. Aus diesem Jahr gibt es zwar keine Berichte über einen auffälligen Kometen. Aus dem Fernen Osten gibt es allerdings aus dem Jahr 1500 Berichte über die Sichtung eines Kometen. Nach Ichiro Hasegawa und Syuichi Nakano könnten die Bahnelemente dieses Kometen C/1500 H1, die aus 10 Beobachtungen abgeleitet wurden, dahingehend interpretiert werden, dass es sich um denselben Kometen gehandelt haben könnte wie den von 1861, die Umlaufzeit hätte danach vor dem letzten Periheldurchgang etwa 361 Jahre betragen.
Durch die Anziehungskraft der Planeten, insbesondere durch relativ nahe Vorbeigänge am Saturn im Januar 1858 in etwa 3 ¾ AE Abstand und am Jupiter im Januar 1860 in etwa 1 ¾ AE Distanz, wäre ausgehend von Kreutzʼ Bahnberechnung seine Bahnexzentrizität auf etwa 0,98491 und seine Große Halbachse auf etwa 54,8 AE vergrößert worden, so dass sich seine Umlaufzeit auf etwa 406 Jahre erhöhte. Der nächste Periheldurchgang des Kometen fände demnach um das Jahr 2267 statt.
Die verbesserte Bestimmung der Bahn durch R. L. Branham weicht geringfügig aber signifikant von Kreutzʼ Bahnelementen ab, insbesondere hätte nach Branham die Bahn des Kometen ursprünglich eine Exzentrizität von etwa 0,98256 und eine Große Halbachse von etwa 47,4 AE gehabt, so dass seine Umlaufzeit bei etwa 326 Jahren gelegen hätte und der vorangegangene Periheldurchgang um die Jahresmitte 1535 (Unsicherheit ±4 Monate) erfolgt wäre. Branham schließt dennoch einen Zusammenhang mit dem Kometen von 1500 nicht aus. * Die zukünftige Bahn des Kometen hätte eine Exzentrizität von etwa 0,98373 und eine Große Halbachse von etwa 50,8 AE, so dass seine Umlaufzeit bei etwa 363 Jahren liegen würde. Wenn der Himmelskörper demnach um das Jahr 2042 den sonnenfernsten Punkt (Aphel) seiner Bahn erreicht, wird er etwa 15,1 Mrd. km von der Sonne entfernt sein, fast 101-mal so weit wie die Erde und 3 ⅓-mal so weit wie Neptun. Seine Bahngeschwindigkeit im Aphel beträgt nur etwa 0,38 km/s. Der nächste Periheldurchgang des Kometen fände möglicherweise in der zweiten Jahreshälfte 2223 (Unsicherheit ±5 Monate) statt.

## Rezeption in der Literatur
Der Komet wurde ausführlich in einem eigenen Kapitel des Werkes L’espace céleste et la nature tropicale von Emmanuel Liais behandelt.
In der Chronik des Franziskanerklosters Reutte wurde der Komet folgendermaßen beschrieben:

„Um diese Zeit war auch ein herrlicher Kometstern zu sehen, der zwar in seinen Strahlen etwas kleiner als der von 1859, ** aber dennoch von bedeutender Größe war – seine Ausdehnung betrug 20 Grad.“